# Оман
Ома́н (араб. عمان, Уман), офіційна назва Оманський султана́т — держава у Південно-Західній Азії, на південному сході Аравійського півострова. Межує з Саудівською Аравією, ОАЕ і Єменом. Омивається водами Аравійського моря та Оманської затоки. Є невеликий ексклав на півночі півострова Мусандам, відокремлений від основної території Оману територією ОАЕ. Оман має сухопутний кордон з Об'єднаними Арабськими Еміратами, Саудівською Аравією та Єменом.
Оман — член ООН, Ліги арабських держав і Ради співробітництва арабських держав Перської затоки (з 1971).

## Природа
Більша частина поверхні Омана гориста; висоти до 3353 м(гора Шам у масиві Ель-Ахдар). Між горами та Оманською затокою вузькою смугою простягається приморська рівнина Ель-Батіна, найосвоєніша і найзаселеніша частина країни. Клімат тропічний, спекотний, сухий. Постійних річок немає. Пустельна рослинність, в горах ділянки саван і тропічних лісів.
Південний регіон Дофар відділений від іншої частини Оману декількома сотнями кілометрів пустелі. Прибережна рівнина Дофара складена родючими алювіальними ґрунтами, і до того ж отримує достатньо вологи від південно-західних мусонів.

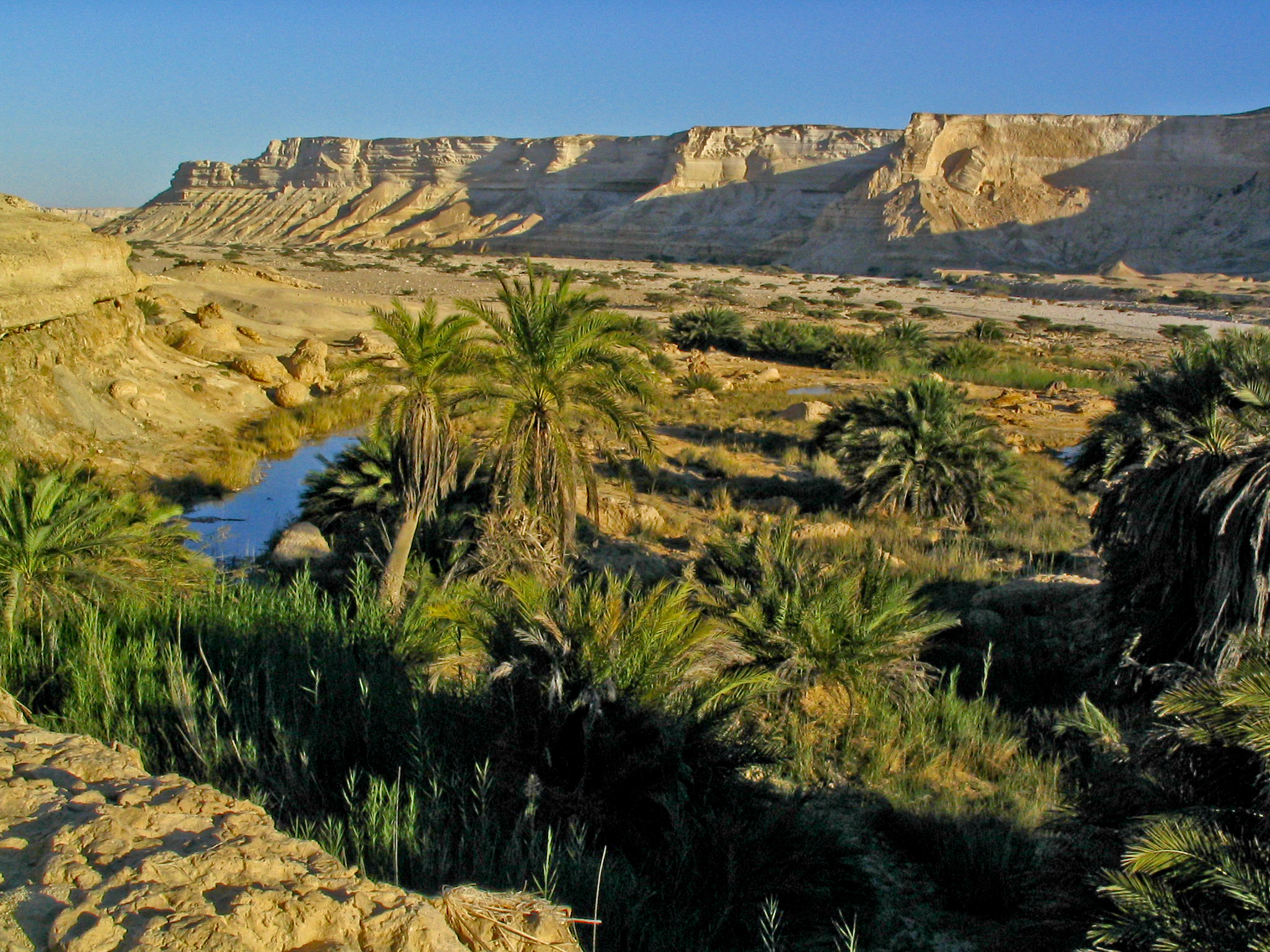
Оазис у пустелі
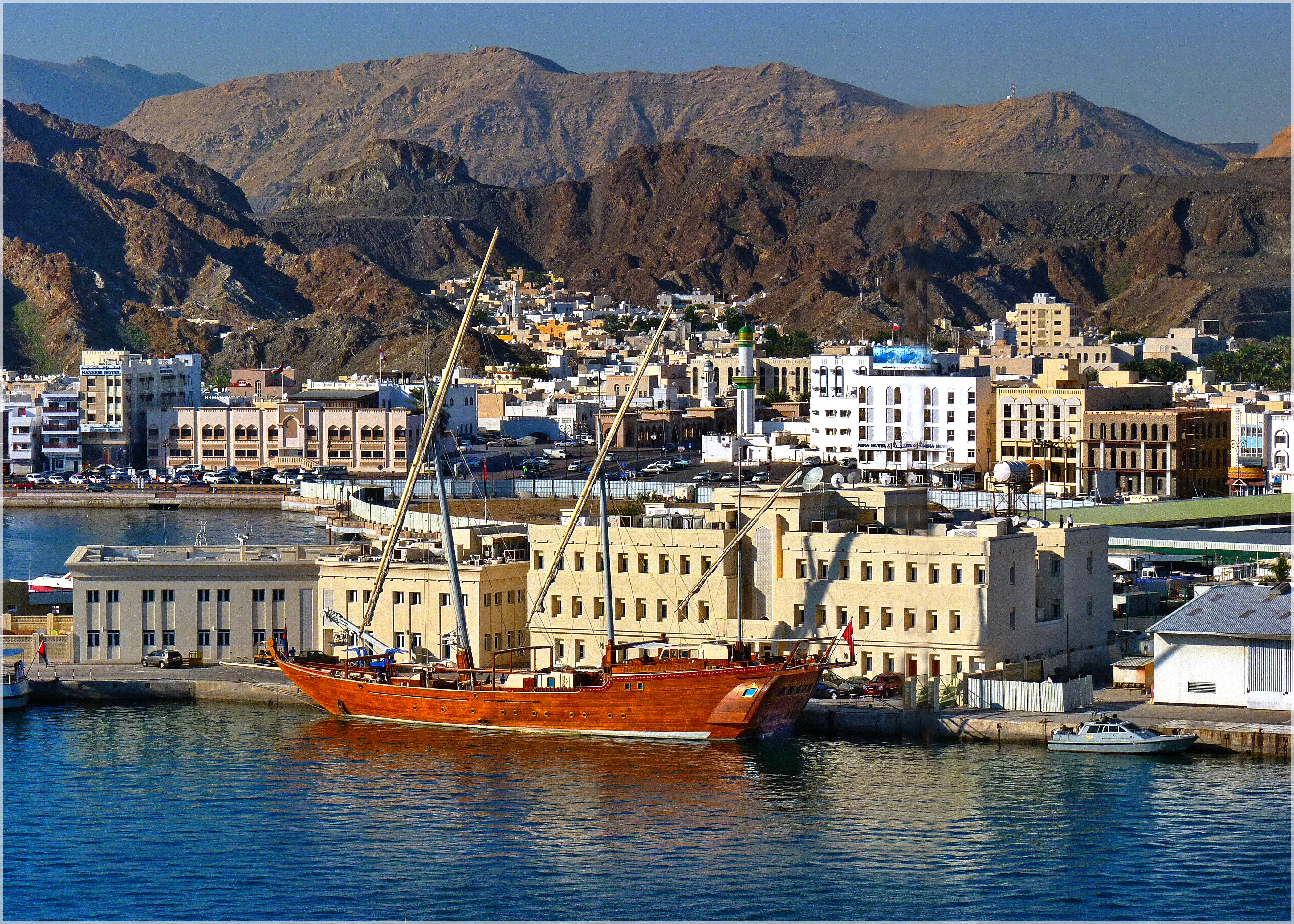
Маскат, столиця Оману

## Історія

Оманська імперія в роки найбільшого розквіту під час правління Саїда ібн Султана

За давніх часів Оман був торговельним постом Месопотамії. Цей регіон, відомий як Зуфара, славився на весь тогочасний світ своїми ароматичними речовинами, прянощами. Порти на узбережжі Оману почали виникати ще в III тис. до н. е. Тоді ж жителі регіону започаткували мореплавство в Індійському океані.
У 634 р. територія Оману ввійшла до складу Арабського халіфату. Бл. 650 р. було запроваджено іслам. Усі мешканці Оману належали до мусульманської секти хариджитів. Від 661 до 1811 р. Оман (з невеликими перервами) був незалежним еміратом.
1 квітня 1515 р. португальці захопили Маскат. У січні 1650 р. оманці вигнали їх і створили морську імперію, володіння якої простягались аж до Момбаси та Занзібару. На початку XIX ст. ця держава розділилась на імамат Оман, султанат Маскат і Піратський берег. Султанат Маскат став 1891 року британським протекторатом.
У 1913 році імамат Оман оголосив себе незалежним від султанату Маскат. Безуспішна для Маскату і британців семирічна війна проти імамату завершилася підписанням у 1920 році Себського мирного договору, який затвердив автономію Оману. У 1955 році при безпосередній допомозі британців армії султанату Маскат окупували імамат Оман. 23 липня 1970 року в результаті палацового перевороту до влади прийшов султан Кабус бін Саїд, який скинув свого батька султана Саїда бін Теймура. З серпня 1970 року країна отримала офіційну назву — Султанат Оман.

## Населення
На липень 2017 року чисельність населення Оману становить 3 424 386 осіб (оцінка). Крім корінного арабського населення в країні також проживають белуджі, перси, індуси, пакистанці, ланкійці. 85,9 % населення країни сповідують іслам, християнство — 6,5 %, індуїзм — 5,5 %, буддизм — 0,8 %. Ібадити й суніти складають більшу частину мусульман, шиїтів лише 5 %.

## Економіка
Оман — аграрна країна з розвиненою нафтогазовидобувною промисловістю. Основні галузі промисловості: нафтогазовидобувна, цементна, гірнича. На частку нафтогазовидобувної промисловості припадає близько 64 % ВВП країни. Головна сільськогосподарська культура — фінікова пальма. Перевезення здійснюються автотранспортом і морськими судами, зв'язок з внутрішніми районами — караванами. Два міжнародні летовища (Маската й Салала). Основні порти: Міна-Кабус, Райсут, Міна-ель-Фахаль, Маскат, Матрах.
За даними [[[Індекс економічної свободи|Index of Economic Freedom]], The Heritage Foundation, U.S.A. 2001]:
- ВВП — 15 млрд $.
- Темп зростання ВВП — 2,9 %.
- ВВП на душу населення — 6537 $.
- Імпорт (1997) (техніка, транспортні засоби, паливно-мастильні матеріали, товари широкого вжитку, рис і інше продовольство, худоба) — 5,8 млрд $ (г. ч. ОАЕ — 25,0 %; Японія — 15,0 %; Велика Британія — 7,4 %; США — 7,0 %; Італія — 5,9 %).
- Експорт (1997) (нафта, метал, текстиль, морожена риба, тропічні фрукти та овочі, реекспорт різних товарів) — 7,7 млрд $ (у тому числі Таїланд — 27,0 %; Японія — 27 %; Південна Корея — 20,0 %; Китай — 13,0 %; Філіппіни — 5,8 %).

## Адміністративний поділ
Оман ділиться на 11 мухафаз.
| №  | Мухафаза              | араб.           | Адміністративний центр |
| -- | --------------------- | --------------- | ---------------------- |
| 1  | Дофар (Зуфар)         | محافظة ظفار     | Салала                 |
| 2  | Маскат                | محافظة مسقط     | Ес-Сіб                 |
| 3  | Мусандам              | محافظة مسندم    | Ель-Хасаб              |
| 4  | Північна Ель-Батіна1) | منطقة الباطنة   | Сохар                  |
| 5  | Південна Ель-Батіна1) | منطقة الباطنة   |                        |
| 6  | Північна Еш-Шаркія 2) | المنطق الشرقية  |                        |
| 7  | Південна Еш-Шаркія2)  | المنطقة الشرقية | Сур                    |
| 8  | Ед-Дахілія            | منطقة الداخلية  | Нізва                  |
| 9  | Ез-Захіра3)           | منطقة الظاهرة   | Ібрі                   |
| 10 | Ель-Бураймі3)         | محافظة البريمي  | Ель-Бураймі            |
| 11 | Ель-Вуста             | المنطقة الوسطى  | Хайма                  |

## Культура

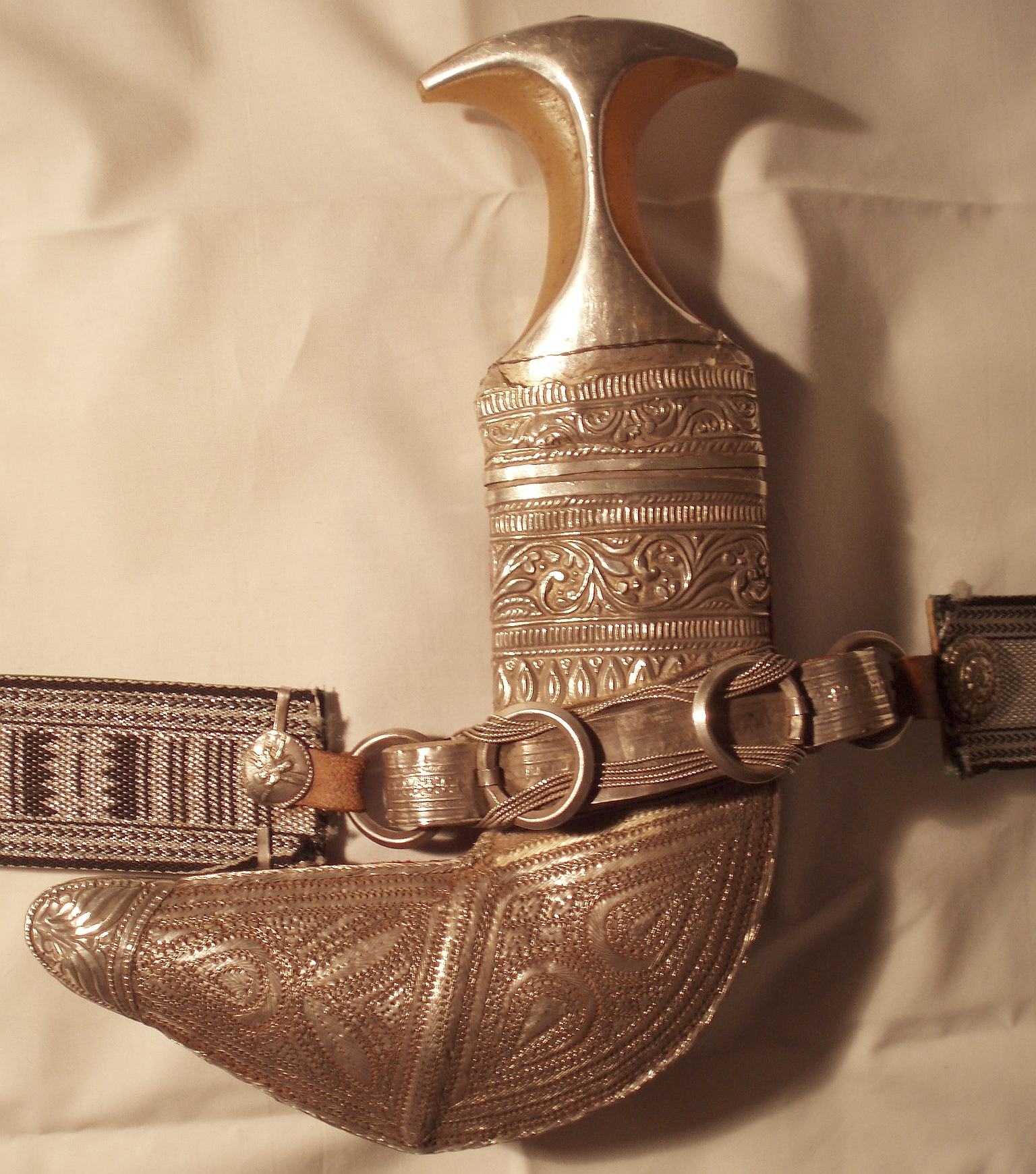
Кинджал джамбія

Традиційна матеріальна та духовна культура оманців, особливо культура населення південної провінції Дофар, близька до єменської й, так само як і вона, помітно відрізняється від культури інших арабських країн.
Традиційний одяг оманців також схожий на єменський. У чоловіків — картата пов'язка-спідниця до колін (ізар), і тюрбан (часто червоного кольору). Заможніші чоловіки носять білі сорочки, перетягнуті шкіряним поясом, і смугасті халати. Чоловіки з феодальних верхів носять чорні або червоні плащі — аба. У жінок — довга сорочка з рукавами — тоб, штани сірваль, чорна головна хустка пушія і маска, яка закриває обличчя, з прорізами для очей — батула.
Неодмінна приналежність Оману чоловічого одягу — короткий широкий кинджал джамбія. Жінки татуюють обличчя і руки в синій колір, носять браслети на руках і ногах, сережки у вухах і в носі.
Положення жінок в Омані істотно краще, ніж в інших арабських країнах: обидва міністри освіти (міністр освіти та міністр вищої освіти) — жінки.

### Кухня Омана
Основу харчування оманців складають фініки, ячмінні або пшеничні коржі, просяна каша або варений рис зі спеціями. Також (залежно від достатку) вживаються м'ясо та рибу. Святкова страва — смажений баран або плов із бараниною. Але найбільш ласою стравою для оманців (на відміну від арабів інших країн) є м'ясо гієни. Водночас «кара» категорично не їдять птицю та яйця.

### Мистецтво
В оманському фольклорі, особливо музичному, сильний африканські впливи: багато оманських пісень є сплавом тужливих бедуїнських «мелодій» з африканською синкопою. Основні музичні інструменти — однострунна скрипка рабаба, флейта най, барабан даф і маленькі литаври тимбаль.

## Спорт
У жовтні 2004 року уряд Оману створив Міністерство у справах спорту замість Управління у справах молоді, спорту та культури. 19-й Кубок Перської затоки відбувся в Мускаті з 4 по 17 січня 2009 року і був виграний національною збірною Оману з футболу. 23-й Кубок Перської затоки відбувся в Кувейті з 22 грудня 2017 року по 5 січня 2018 року, і Оман виграв свій другий титул, перемігши у фіналі Об'єднані Арабські Емірати.
Традиційними видами спорту в Омані є перегони дау, кінні перегони, верблюжі перегони, бої биків і соколине полювання. Футбол, баскетбол, водні лижі та сендбординг є одними з видів спорту, які швидко виникли та набули популярності серед молодого покоління. Оман разом із Фуджейрою в ОАЕ є єдиними регіонами на Близькому Сході, на території яких організовують різновид кориди, відомий як «бичачий бій» (bull-butting). Район Аль-Батена в Омані є особливо відомим для проведення таких заходів.
Олімпійський комітет Оману відіграв важливу роль в організації дуже успішних Олімпійських днів 2003 року, які принесли велику користь спортивним асоціаціям, клубам і молодим учасникам. Футбольна асоціація взяла участь разом з асоціаціями гандболу, баскетболу, регбі, хокею на траві, волейболу, легкої атлетики, плавання та тенісу. У 2010 році Маскат приймав Азійські пляжні ігри 2010 року. Оман представляла чоловіча збірна з пляжного волейболу, яка змагалася на Континентальному кубку AVC з пляжного волейболу 2018—2020 років.
В Омані також щороку проводяться тенісні турніри. На стадіоні Султана Кабуса є 50-метровий басейн, який використовується для міжнародних турнірів. Тур Оману, професійна 6-денна велогонка, проходить у лютому. Оман приймав відбірковий турнір Чемпіонату світу з пляжного футболу в Азії 2011 року, де 11 команд змагалися за три путівки на чемпіонат світу з футболу. З 8 по 13 липня 2012 року Оман приймав чемпіонат світу з пляжного гандболу серед чоловіків і жінок на курорті Міленіум в Муссані. Перше «Ель Класіко», зігране за межами Іспанії, відбулося 14 березня 2014 року в спортивному комплексі Султана Кабуса.
Оман неодноразово претендував на місце в чемпіонаті світу з футболу, але поки не пройшов кваліфікацію на цей турнір. У крикеті Оман пройшов кваліфікацію на чемпіонат світу з крикету 2016 ICC World Twenty20 та чемпіонат світу з крикету T20 2021. 25 червня 2021 року було підтверджено, що Оман разом з Об'єднаними Арабськими Еміратами прийматиме чемпіонат світу з крикету T20 серед чоловіків 2021 року.

## Галерея

Маскат, Оман
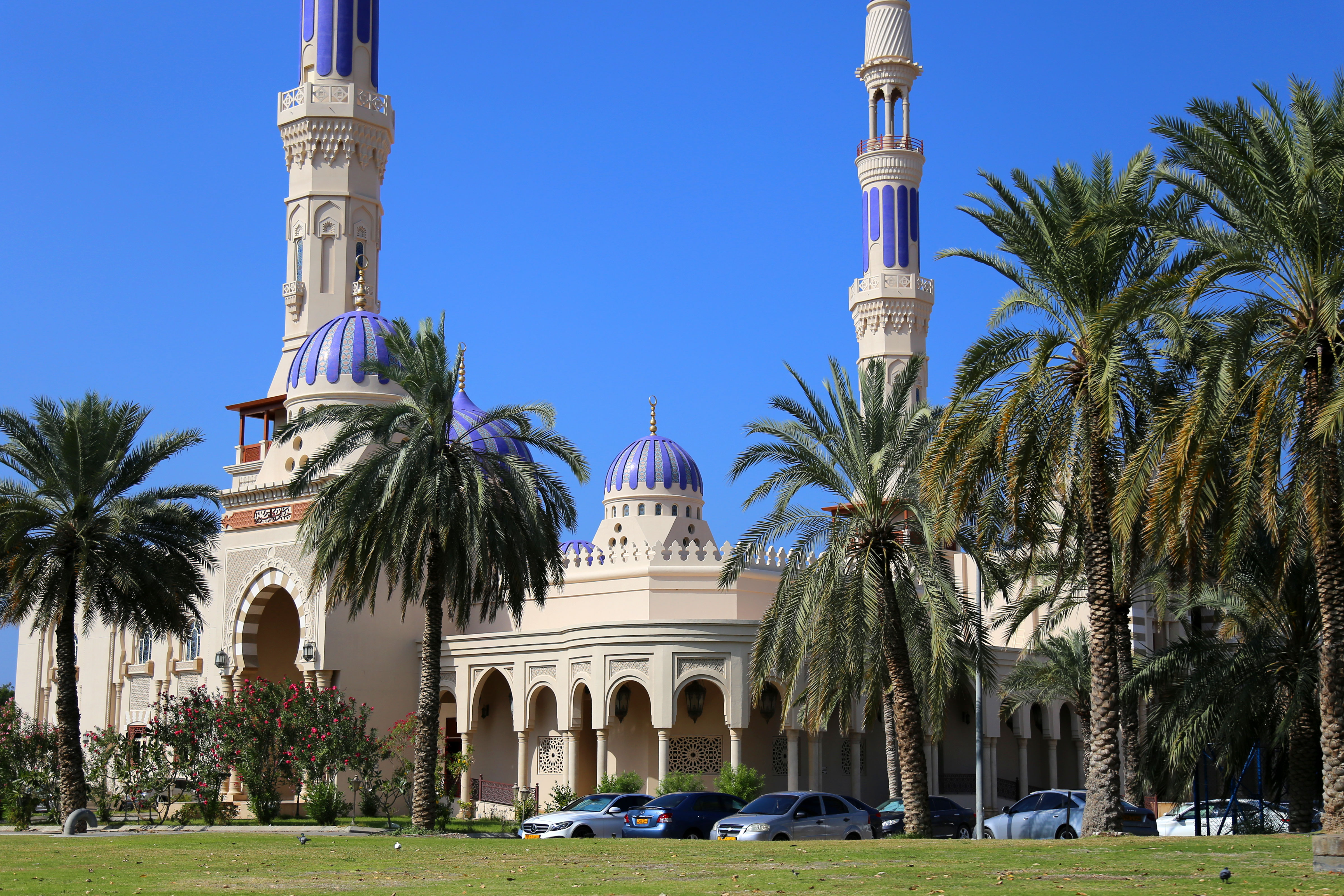
Мечеть в Маскаті, Оман
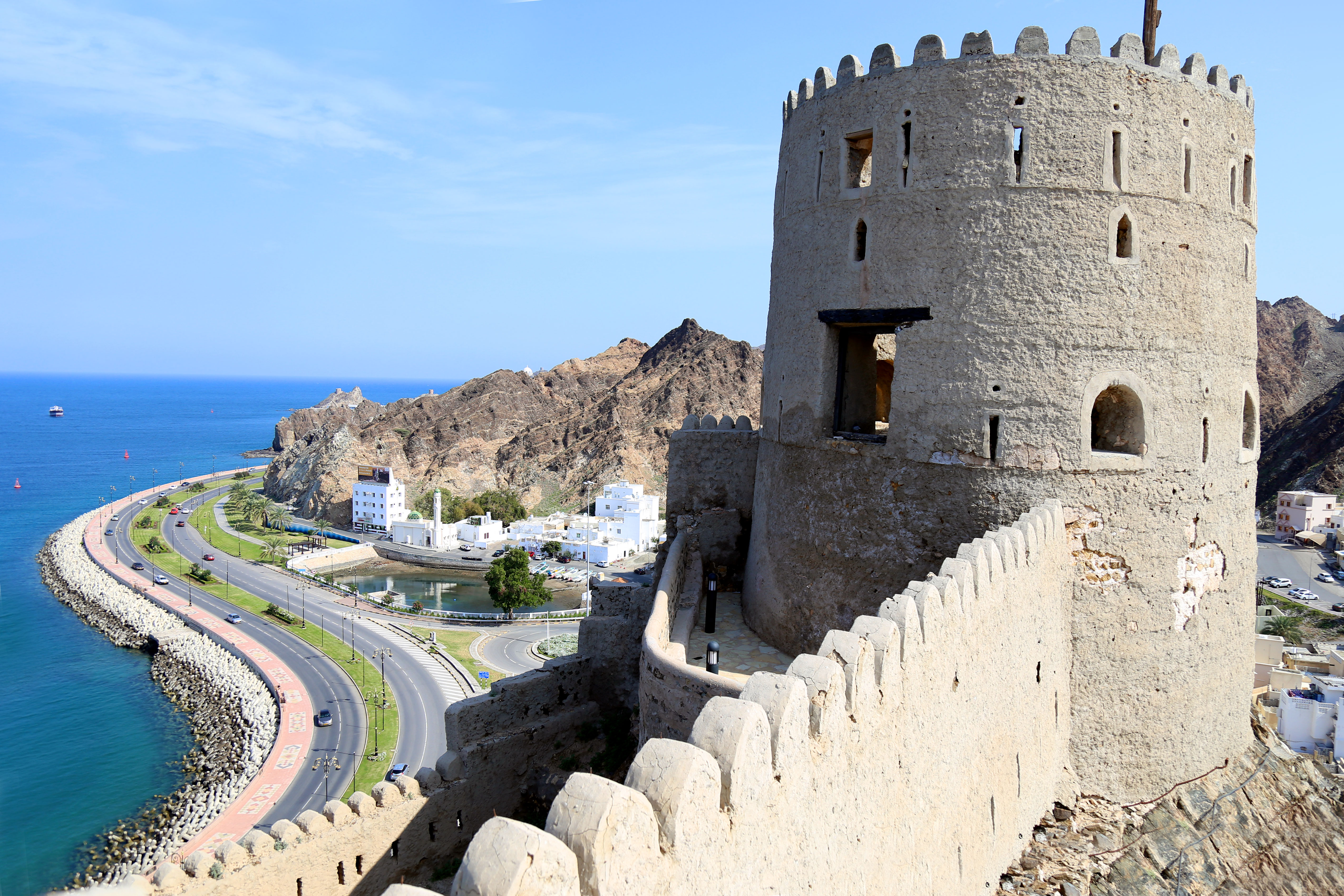
Форт Мутра, Маскат, Оман
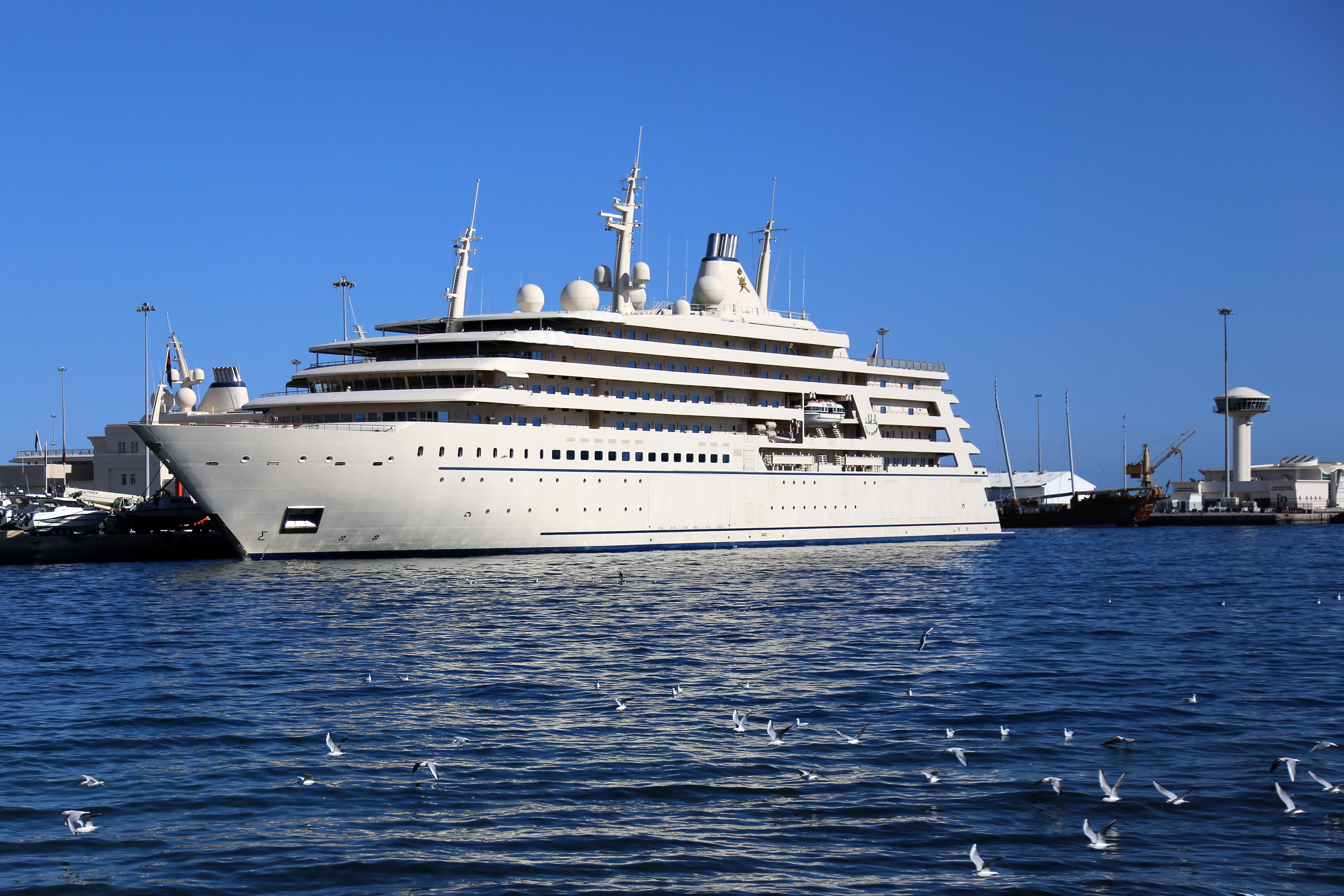
Султанський корабель, Мутра,Маскат, Оман
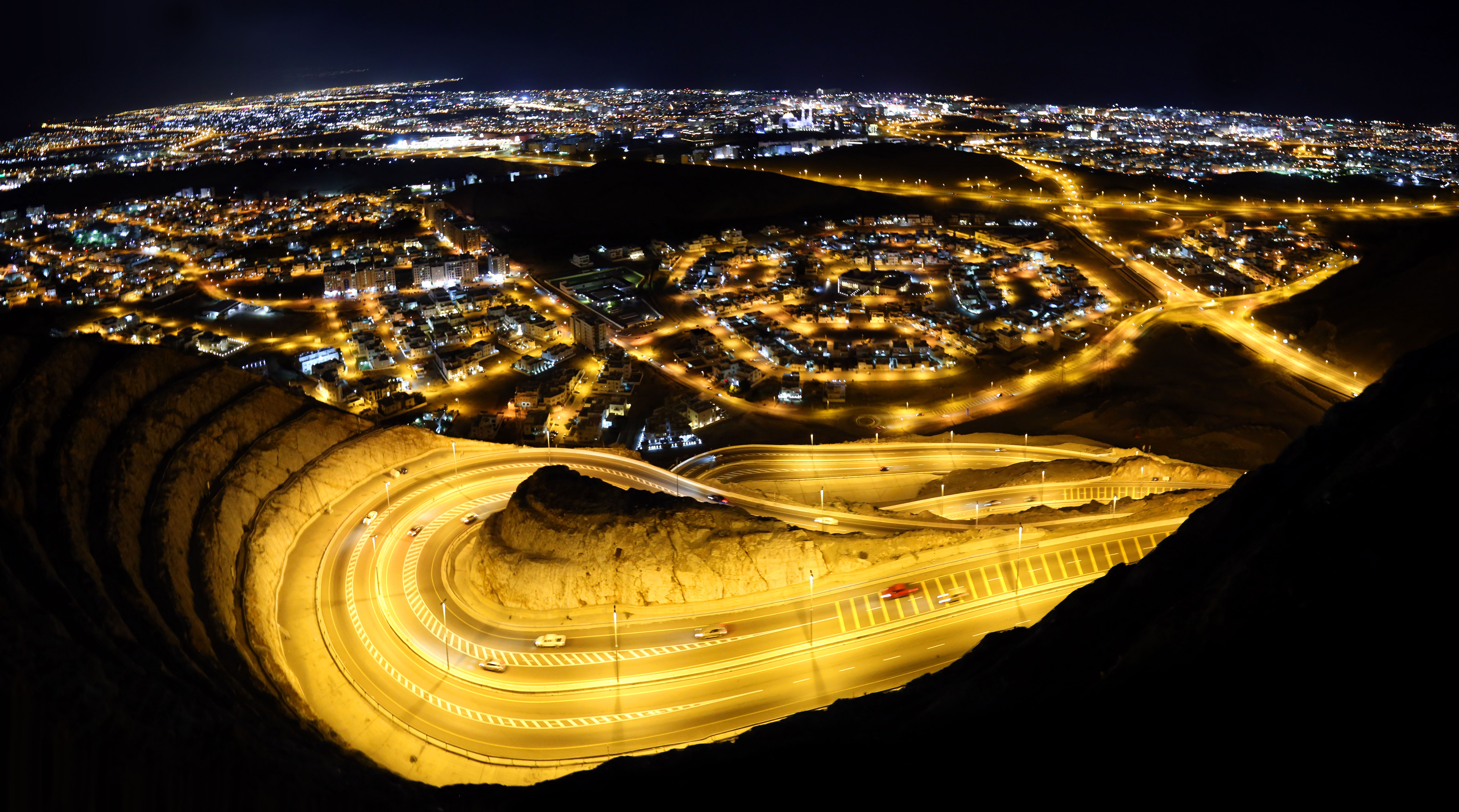
Пагорби Аль-Амарат,Маскат, Оман
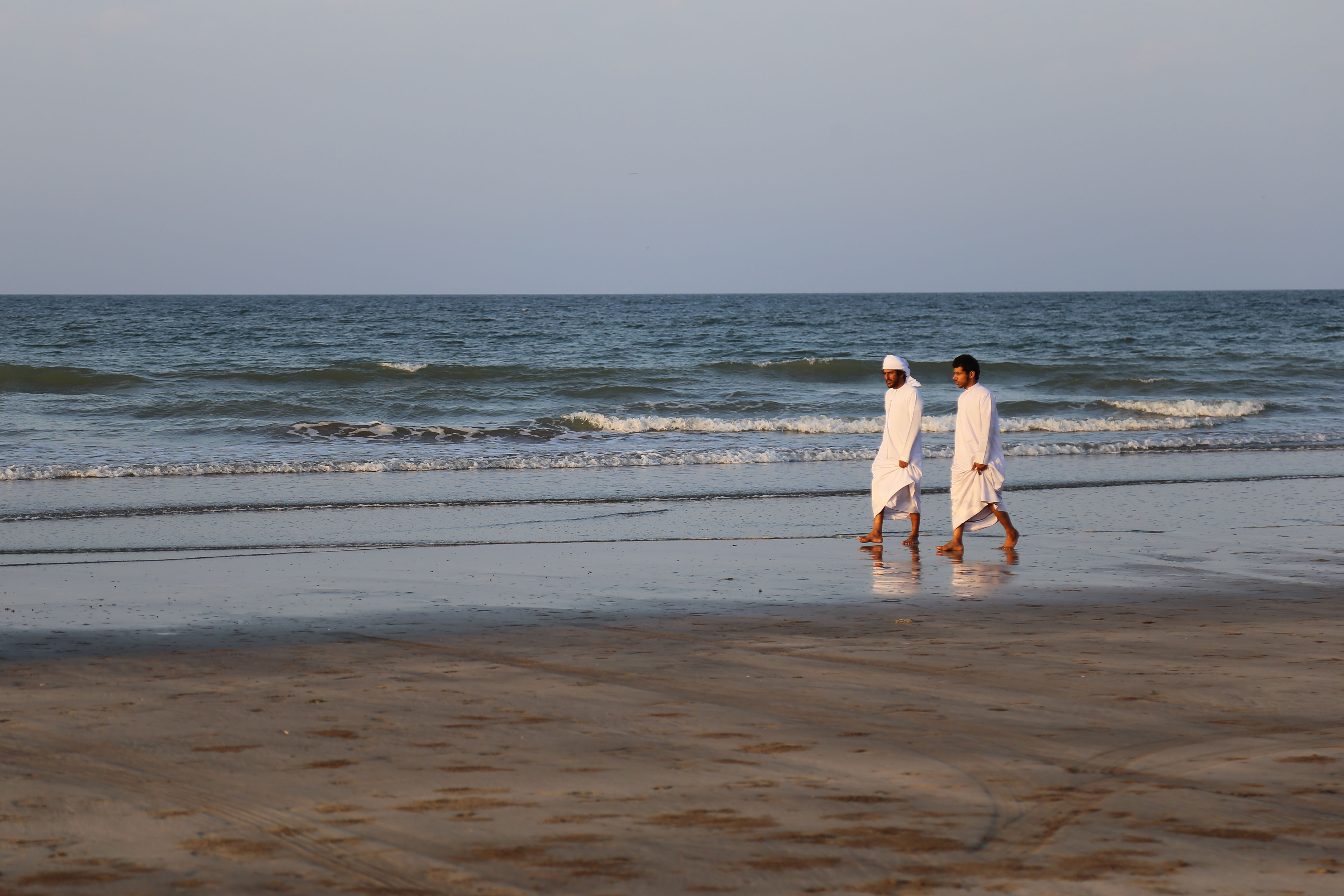
Пляж Аль-Азаіба,Маскат, Оман
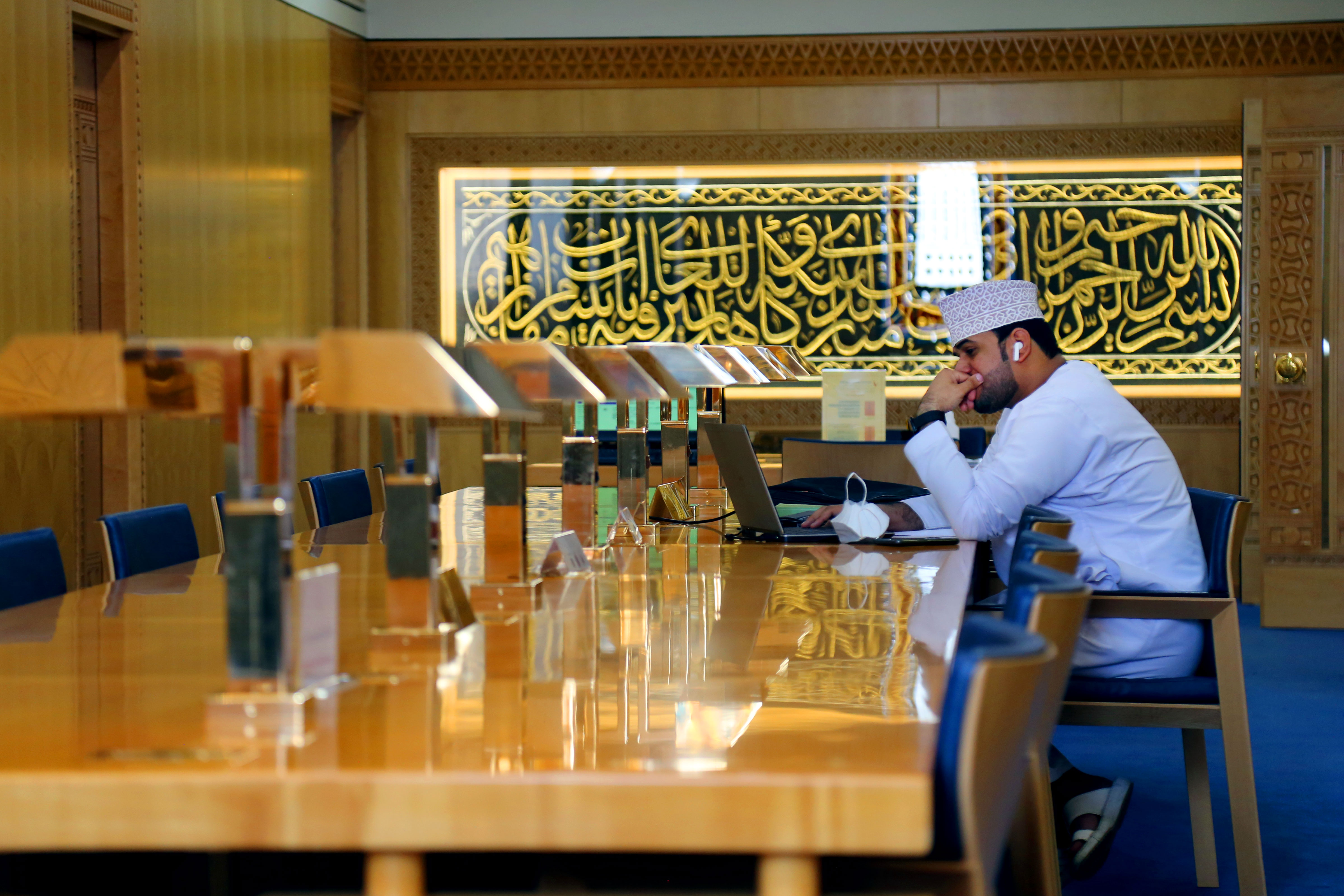
Бібліотека великої мечети султана Кабуса,Маскат, Оман